# Itterswiller
Itterswiller (deutsch Ittersweiler) ist eine französische Gemeinde mit 224 Einwohnern (Stand 1. Januar 2021) im Département Bas-Rhin in der Region Grand Est (bis 2015 Elsass). Sie liegt an der Elsässer Weinstraße am Fuße der Vogesen.

## Geschichte
Das Dorf liegt an einer ehemaligen römischen Heeresstraße; die Gegend dürfte damit schon zur Römerzeit besiedelt gewesen sein. Der Name wird auf den lateinischen Ausdruck Itineris villa zurückgeführt – „Landhaus der Straße/des Weges“. Der sogenannte Lettre d’indulgence à Itterswiller stammt aus der Zeit um 1330.
Von 1871 bis zum Ende des Ersten Weltkrieges gehörte Ittersweiler als Teil des Reichslandes Elsaß-Lothringen zum Deutschen Reich und war dem Kreis Schlettstadt im Bezirk Unterelsaß zugeordnet.
Laut Yad Vashem wurden zwölf ehemalige Bürger von Itterswiller Opfer des Holocaust.

### Einwohnerentwicklung
| 1910 | 1962 | 1968 | 1975 | 1982 | 1990 | 1999 | 2006 | 2012 |
| ---- | ---- | ---- | ---- | ---- | ---- | ---- | ---- | ---- |
| 394  | 283  | 300  | 305  | 262  | 248  | 270  | 275  | 263  |

## Sehenswürdigkeiten

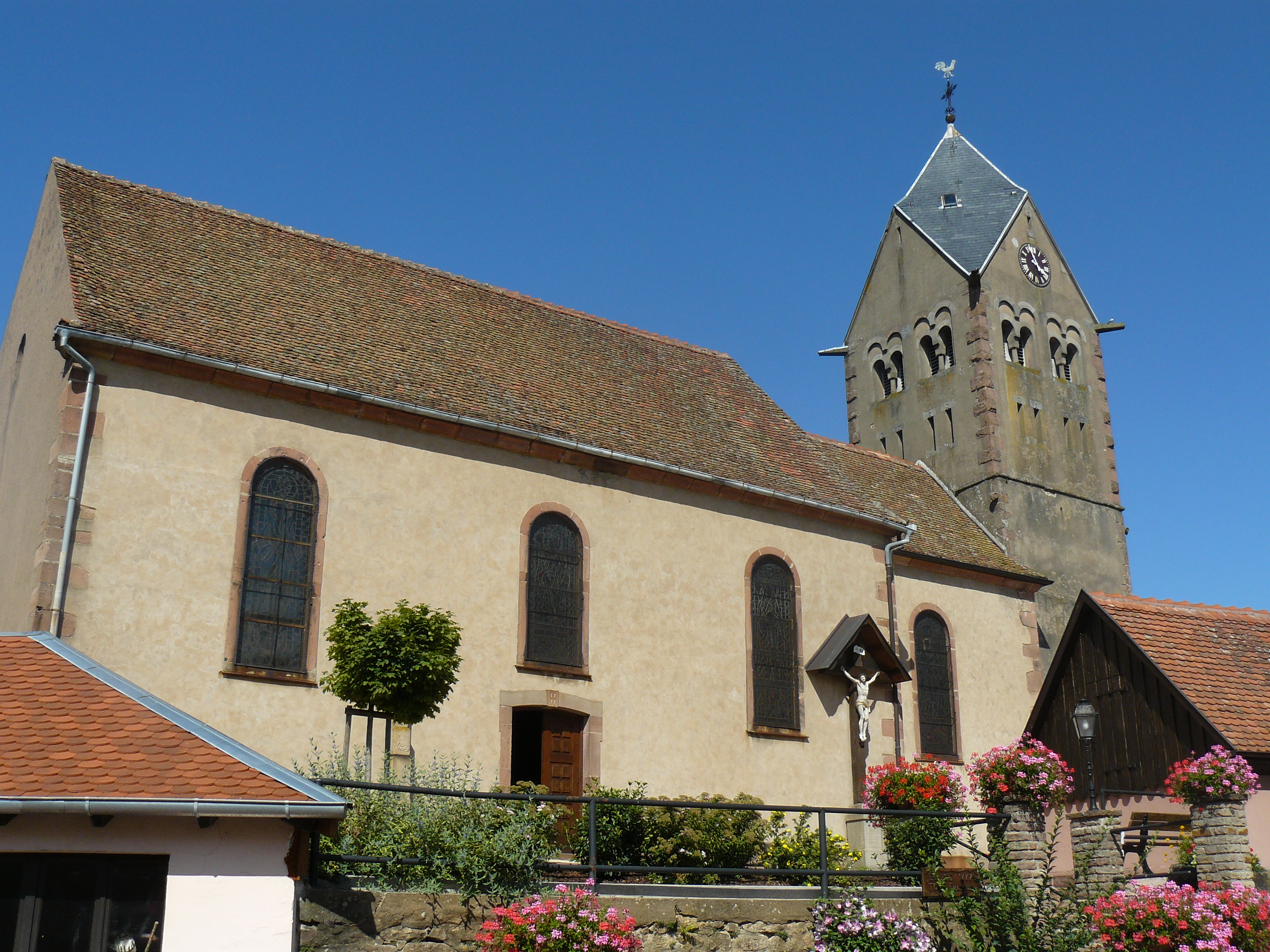
Kirche Saint Rémi

Die Kirche Saint-Rémi in ihrer heutigen Gestalt stammt aus dem 18. Jahrhundert, enthält jedoch noch Teile der Vorgängerbauten. Der Chor mit Fresken aus dem 14. Jahrhundert wurde im 12. Jahrhundert erbaut, des Weiteren ist ein Reliquiar aus dem 17. Jahrhundert erhalten.

## Regelmäßige Veranstaltungen
Kirchweih ist am 1. Oktober; das Herbstfest findet alljährlich Ende September oder Anfang Oktober statt.

## Sonstiges
Im Jahr 2003 wurde Itterswiller Village Fleuri („blumiges Dorf“). Auffallend sind besonders die Weinpergolen, die auch über die Straßen reichen.
Itterswiller hat seit 1975 eine Partnerschaft mit der Île de Bréhat.